# Tomba reale di Šipka
La tomba regale di Šipka (Goljama Kosmatka) è un tumulo funerario trace del V secolo a.C., più tardi rimaneggiato per accogliere una costruzione in pietra, rinvenuto nei pressi di Šipka (regione di Stara Zagora, nell'odierna Bulgaria).

## Tempio e tomba
Il tumulo ospita tre ambienti: i primi due sono costruiti in blocchi di pietra, uno a pianta rettangolare e uno a pianta circolare, quest'ultimo con medaglioni con teste di divinità a decorare la porta di ingresso. Il terzo ambiente è scavato in un blocco monolitico, nel quale è ricavato un letto funerario con accanto una vasca, ed era coperto da un lastrone in pietra.
L'edificio fu inizialmente utilizzato come luogo di culto e in seguito come sepolcro reale. Per il nuovo uso, alla facciata dei tre ambienti dell'edificio di culto fu affiancato da un dromos in legno di 13 m, con facciata in pietra larga 7 m.

## Corredo funebre
Da questo complesso provengono numerosi ritrovamenti: a circa metà del dromos venne sepolta con funzione rituale la testa di una statua in bronzo, mentre nell'ambiente rettangolare venne deposto il cavallo sacrificato nel rito funebre.
L'ambiente scavato nel blocco monolitico ospitava il corredo funebre, composto di diversi oggetti preziosi:
- una corona d'oro a foglie di quercia, smembrata probabilmente in funzione rituale;
- un'armatura completa con elmo che reca applicata una piccola testa di Atena in argento dorato, schinieri in bronzo con busti di divinità femminili ad altorilievo, placche in oro per la corazza in pelle, una spada con fodero con altre applicazioni d'oro e punte di lancia;
- vasi preziosi (kylix d'oro, phiale e oinochoe d'argento, un vaso a forma di conchiglia in argento dorato, vasi in alabastro e una serie di altri contenitori in bronzo e in ceramica;
- 15 pezzi di una bardatura per cavallo in oro, raccolti in un sacchetto di sfoffa o pelle, decorati con figure umane e animali ed elementi vegetali stilizzati.

Gli oggetti del corredo funebre sono conservati nel Museo storico comunale di Kazanlăk.

### Testa in bronzo

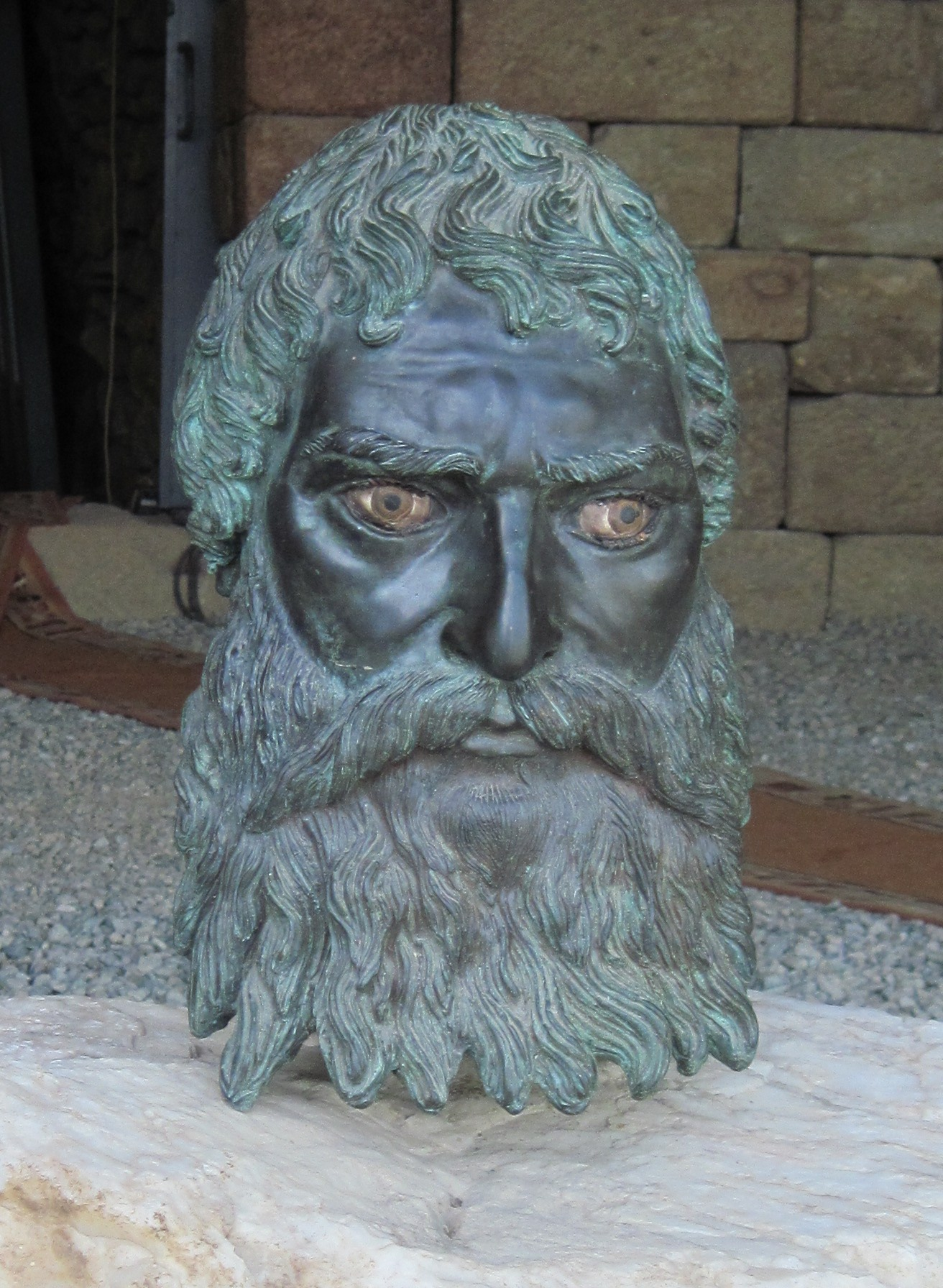
Riproduzione della testa di bronzo rinvenuta vicino al tumulo.

La testa in bronzo sepolta sotto il dromos, rinvenuta nel 2004, era stata deposta in posizione verticale, con pietre disposte a sostegno. Apparteneva ad una statua intera, in grandezza naturale.
Si potrebbe trattare del ritratto dello stesso re Seute III, raffigurato con capelli e barba a ciocche mosse, accuratamente intagliate, che riprende forse il suo modello dai ritratti dei filosofi cinici. 
La testa è conservata nel Museo archeologico nazionale di Sofia.

## Datazione e identificazione del defunto
La datazione degli oggetti corrisponde alla seconda metà del IV - inizi del III secolo a.C.
Il destinatario della sepoltura è stato identificato con il re Seute III, come provano monete di questo sovrano rinvenute nel dromos e le iscrizioni con il nome di Seute presenti sull'elmo e sulla phiale in argento. La sepoltura si trovava a poca distanza dalla capitale Seutopoli, i cui resti sono attualmente sommersi dal lago artificiale di Koprinka.